# Benbrook
Benbrook is een plaats (city) in de Amerikaanse staat Texas, en valt bestuurlijk gezien onder Tarrant County.

## Demografie
Bij de volkstelling in 2000 werd het aantal inwoners vastgesteld op 20.208.
In 2006 is het aantal inwoners door het United States Census Bureau geschat op 22.307, een stijging van 2099 (10,4%).

## Geografie
Volgens het United States Census Bureau beslaat de plaats een oppervlakte van
31,3 km², waarvan 29,7 km² land en 1,6 km² water. Benbrook ligt op ongeveer 182 meter boven zeeniveau.

## Plaatsen in de nabije omgeving
De onderstaande figuur toont nabijgelegen plaatsen in een straal van 12 km rond Benbrook.